# Callipodium australe
Callipodium australe is een zachte koraalsoort uit de familie Anthothelidae. De koraalsoort komt uit het geslacht Callipodium. Callipodium australe werd in 1876 voor het eerst wetenschappelijk beschreven door Verrill. 